# Oláh Aladár
Oláh Aladár, Oláh Aladár Károly (Tiszabűd, 1885. december 18. – Budapest, 1967. január 12.) magyar labdarúgó, kapus, nemzetközi labdarúgó-játékvezető.

## Családja
Oláh József és Vujevich Ilona fiaként született. Felesége Balás Erzsébet volt, akivel 1948-ban kötött házasságot Budapesten.

## Pályafutása
Korabeli elvárásoknak megfelelően kisdiákként kezdett focizni. 1903. február 8.–1904.május 23. között az első bajnoki címet (1903) nyert Ferencvárosi TC kapusa. 1904-ben ezüstérmesek lettek. A Fradiban 22 mérkőzésen szerepelt (14 bajnoki, 3 nemzetközi, 5 hazai díjmérkőzés). 1904–1908 között tanulmányainak folytatása miatt a MAC játékosa lett, ahol hátvédként és fedezetként játszott. A labdarúgás mellett teniszezett, korcsolyázott és jégkorongozott. 
| Időpont         | Helyszín               | Mérkőzés típusa                         | Mérkőzés                 | Eredmény      | Nézők száma |      |
| --------------- | ---------------------- | --------------------------------------- | ------------------------ | ------------- | ----------- | ---- |
| 1911. január 6. | Civica Stadion, Milánó | 29. válogatott mérkőzés tartalék kapusa | Olaszország–Magyarország | Henry Goodley | 0 – 1       | 4500 |

Játékvezetésből Budapesten a Magyar Futballbírák Testülete (BT) előtt a MAC csapat képviseletében vizsgázott. A BT minősítésével NB II-es, majd 1915-től NB I-es bíró. Küldési gyakorlat szerint rendszeres partbírói szolgálatot is végzett. A nemzeti játékvezetéstől 1917-ben visszavonult. NB I-es mérkőzéseinek száma: 2.
| Időpont              | Helyszín                    | Mérkőzés típusa          | Mérkőzés                 | Eredmény | Nézők száma |
| -------------------- | --------------------------- | ------------------------ | ------------------------ | -------- | ----------- |
| 1915. május.         | Üllői úti Stadion, Budapest | első NB I-es mérkőzése   | Ferencvárosi TC–MTK      | 1 – 1    | 15 000      |
| 1917. szeptember 30. | Üllői úti Stadion, Budapest | utolsó NB I-es mérkőzése | Vasas SC–Ferencvárosi TC | 2 – 0    | 2000        |

A Magyar Labdarúgó-szövetség a BT javaslatára terjesztette fel nemzetközi játékvezetőnek, a Nemzetközi Labdarúgó-szövetség (FIFA) 1915-től tartotta-tartja nyilván bírói keretében. Több nemzetek közötti válogatott mérkőzést vezetett, válogatott és  klubmérkőzésen partbíróként tevékenykedett. A nemzetközi játékvezetéstől 1916-ban búcsúzott. Európában a legtöbb válogatott mérkőzést vezetők rangsorában többed magával,  2 (1915. november 7.– 1916. június 4.) találkozóval tartják nyilván.

## Sikerei, díjai
- Magyar bajnokság
  - bajnok: 1903
  - 2.: 1904, 1906–07
  - 3.: 1907–08
- Ezüstlabda
  - győztes: 1903

Aktív sportpályafutását befejezve a Magyar Tenisz Szövetség tagja.

## Nemzetközi mérkőzései játékvezetőként
A magyar labdarúgó-válogatott mérkőzései (1902–1929) közül 1916-ban Kovács Elemér az első olyan játékos nemzeti tizenegyben, akit kiállítottak. A balfedezetet verekedés miatt a 63. percében parancsolta le a pályáról Oláh Aladár játékvezető.
| #  | Dátum             | Helyszín                        | Hazai        | Eredmény | Vendég   | Kiírás     | Gólok | Esemény |
| -- | ----------------- | ------------------------------- | ------------ | -------- | -------- | ---------- | ----- | ------- |
| 1. | 1915. november 7. | Budapest, Üllői úti pálya       | Magyarország | 6 – 2    | Ausztria | barátságos | -     |         |
| 2. | 1916. június 4.   | Budapest, Hungária körúti pálya | Magyarország | 2 – 1    | Ausztria | barátságos | -     |         |
|    | Összesen          |                                 |              | 2        | mérkőzés |            |       |         |

## Külső hivatkozások
- Oláh Aladár. World Referee. [2015. szeptember 28-i dátummal az eredetiből archiválva]. (Hozzáférés: 2012. április 21.)
- Oláh Aladár. footballzz.com. (Hozzáférés: 2012. április 21.)
- Oláh Aladár - www.ftcbk.eu. [2009. december 6-i dátummal az eredetiből archiválva]. (Hozzáférés: 2010. március 10.)
- Oláh Aladár játékvezetői adatlapja a Nemzeti Labdarúgó Archívum oldalán
- Oláh Aladár. eu-football.info. (Hozzáférés: 2012. április 21.)
- Oláh Aladár. eu-football.info. (Hozzáférés: 2016. április 2.)
- Oláh Aladár. tempofradi.hu. (Hozzáférés: 2016. április 2.)
- Oláh Aladár. huszadikszazad.hu. (Hozzáférés: 2016. április 2.)
- Oláh Aladár. mno.hu. [2016. augusztus 28-i dátummal az eredetiből archiválva]. (Hozzáférés: 2016. április 2.)
- Oláh Aladár. ftcbaratikor.hu. (Hozzáférés: 2016. április 2.)